# لحم الخنزير

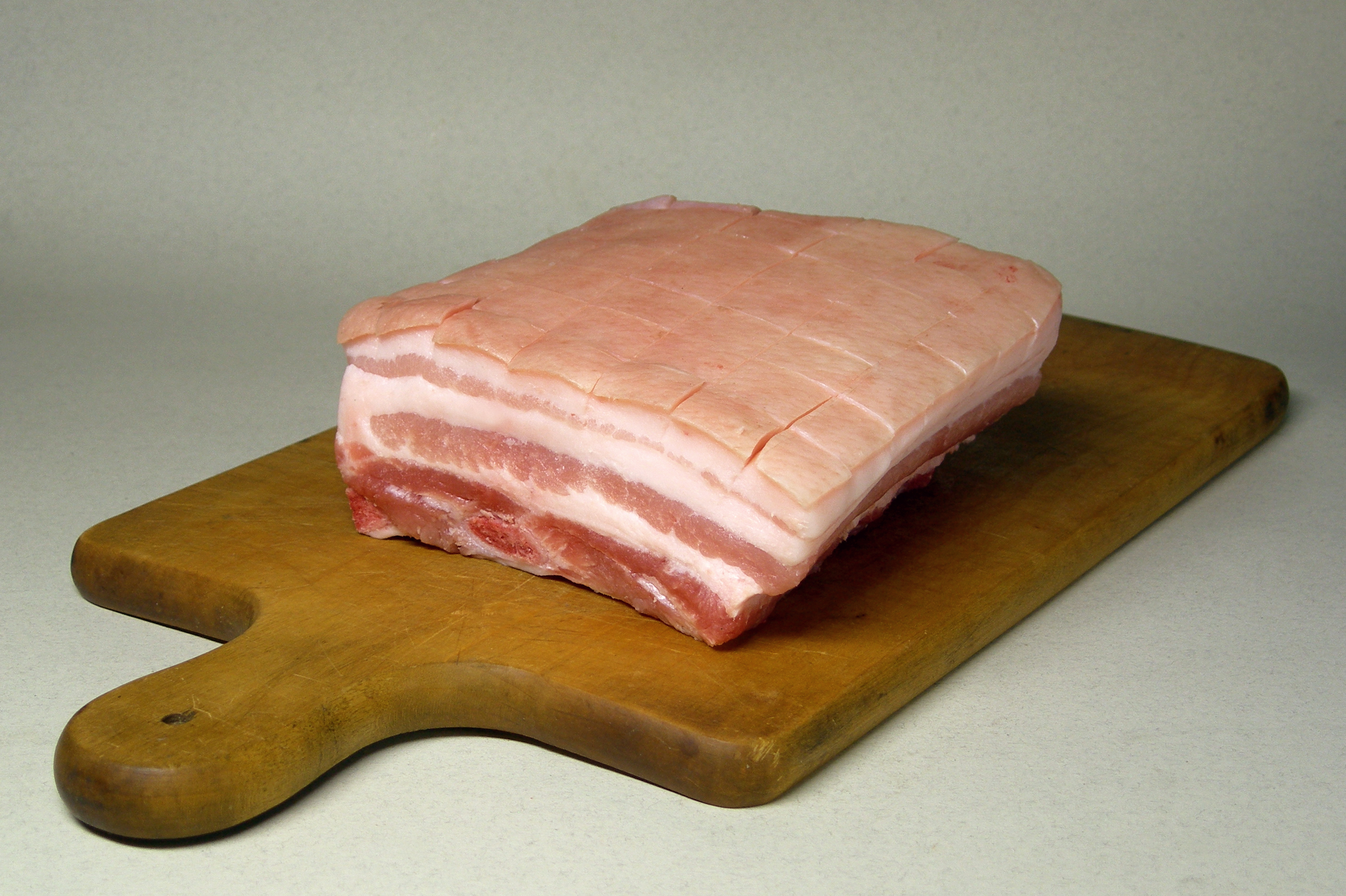
لحم الخنزير قطع البطن، ويظهر طبقات من العضلات والدهون

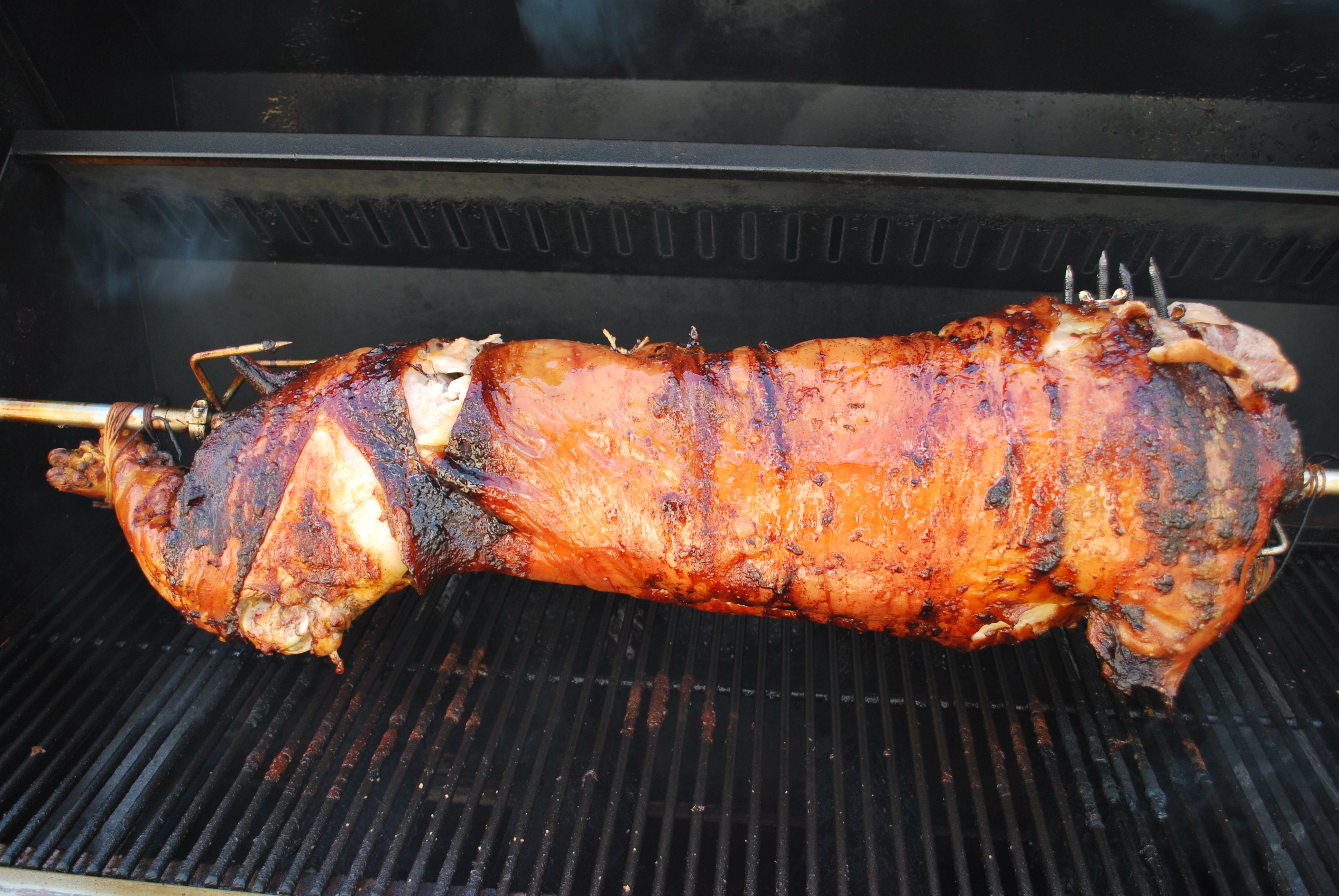
بطيئة، تحميص، خنزير، عن، أداة تعريف إنجليزية غير معروفة، المشواة

لحم الخنزير هو اللحم الذي يُستخلص من الخنازير المستأنسة سواء أكانت في المزارع أو البيوت وهو من أكثر أنواع اللحوم شهرة واستهلاكا في مختلف أنحاء العالم. حيث ترجع تربية الإنسان للخنازير إلى عام 5000 ق.م. ويشتهر لحم الخنزير في كونه محرم في بعض الديانات أبرزها الإسلام واليهودية وبعض الطوائف المسيحية أبرزها الأدفنتست (انظر: القوانين الغذائية في المسيحية).

## المعلومات الغذائية
يحتوي كل 100 غ من شرائح لحم الخنزير المعلبة بحسب وزارة الزراعة الأميركية على المعلومات الغذائية التالية:
- السعرات الحرارية: 334
- الدهون: 30.30
- الدهون المشبعة: 10.79
- الكاربوهيدرات: 2.10
- الألياف: 0
- البروتينات: 12.50
- الكولسترول: 62

## أمراض من لحم الخنزير
ينقل لحم الخنزير بعض أمراض الديدان المختلفة كالديدان الخطافية والدبوسية وخصوصاً "دودة الخنزير الشريطية"، وأمراض الديدان هذه ناتجة بسبب تناول لحوم الخنزير النيئة أو غير المطبوخة جيداً.

## أقرأ ايضًا
- قشرة لحم الخنزير
- لحم الدجاج
- لحم الكلب
- لحم بقر